# Торрес-де-Кварт
Торрес де Кварт (кат. Torres de Quart) — вежі-близнюки, які розташовуються у Валенсії в Іспанії. Колись вони були частиною середньовічної стіни, що захищала місто. Збудовані вони навпроти Ботанічного саду Валенсії в декількох кілометрах від Кафедрального собору. Аж до 1847 року цю пам'ятку городяни називали «вапнякові вежами». Пов'язано це було з тим, що саме через ці ворота ввозили в місто вапно. Нинішня назва з'явилася через розташування веж. А саме, вони розміщуються на дорозі, яка веде від площі недалеко від Кафедрального собору до селища Кварт де Поблет.

## Історія

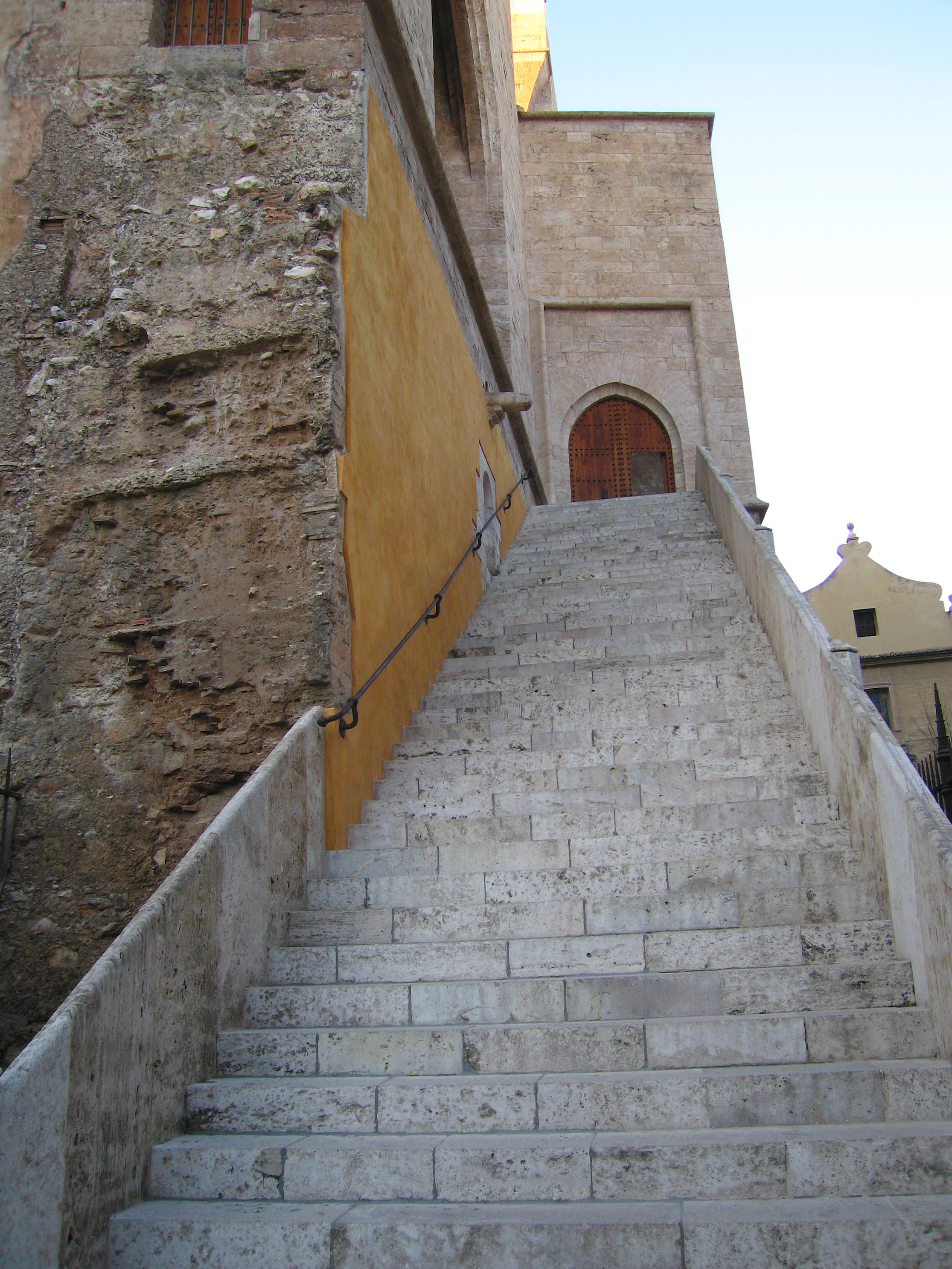
Зовнішні сходи

Побудовані Торрес де Кварт були в XV столітті за проектом архітекторів Пере Компте і Франсеска Бальдомара. Їхнє будівництво тривало протягом 20 років з 1441 по 1460 року. Стилістика цієї пам'ятки архітектури витримана в стилі пізньої готики. Варто відзначити, що вона своїми рисами нагадує стилістику ще однієї відомої архітектурної пам'ятки — вежу тріумфальної арки Кастель Нуово (Castel Nuovo) в Неаполі. За історію свого існування вежі-близнюки стали свідками багатьох важливих історичних подій. Вони змогли встояти у часи війни за іспанську спадщину в XVIII столітті і Громадянської війни в ХХ столітті. Сьогодні на стінах веж можна побачити чимало слідів, які були утворені гарматами. Цікаво, що сьогодні ці отвори стали притулком для багатьох екзотичних птахів, які залишили своїх господарів. Протягом майже цілого століття в Торрес де Кварт була розташована жіноча в'язниця. У 1931 році пам'ятка була оголошена національною іспанською пам'яткою, а в 1985 році стала об'єктом культурної спадщини країни. Щоб зберегти первозданний вигляд архітектурного пам'ятника, його кардинально не реставрують. Навіть сліди від гарматних отворів у вежі досі залишилися. У 1933 році була проведена часткова реставрація цієї пам'ятки. У 50-і роки були зроблені нові спроби ремонту веж, завдяки яким вдалося відновити зубці у верхній їхній частині. Найбільш повна реставрація пам'ятки архітектури була проведена в період з 1976 по 1982 року.

## Опис

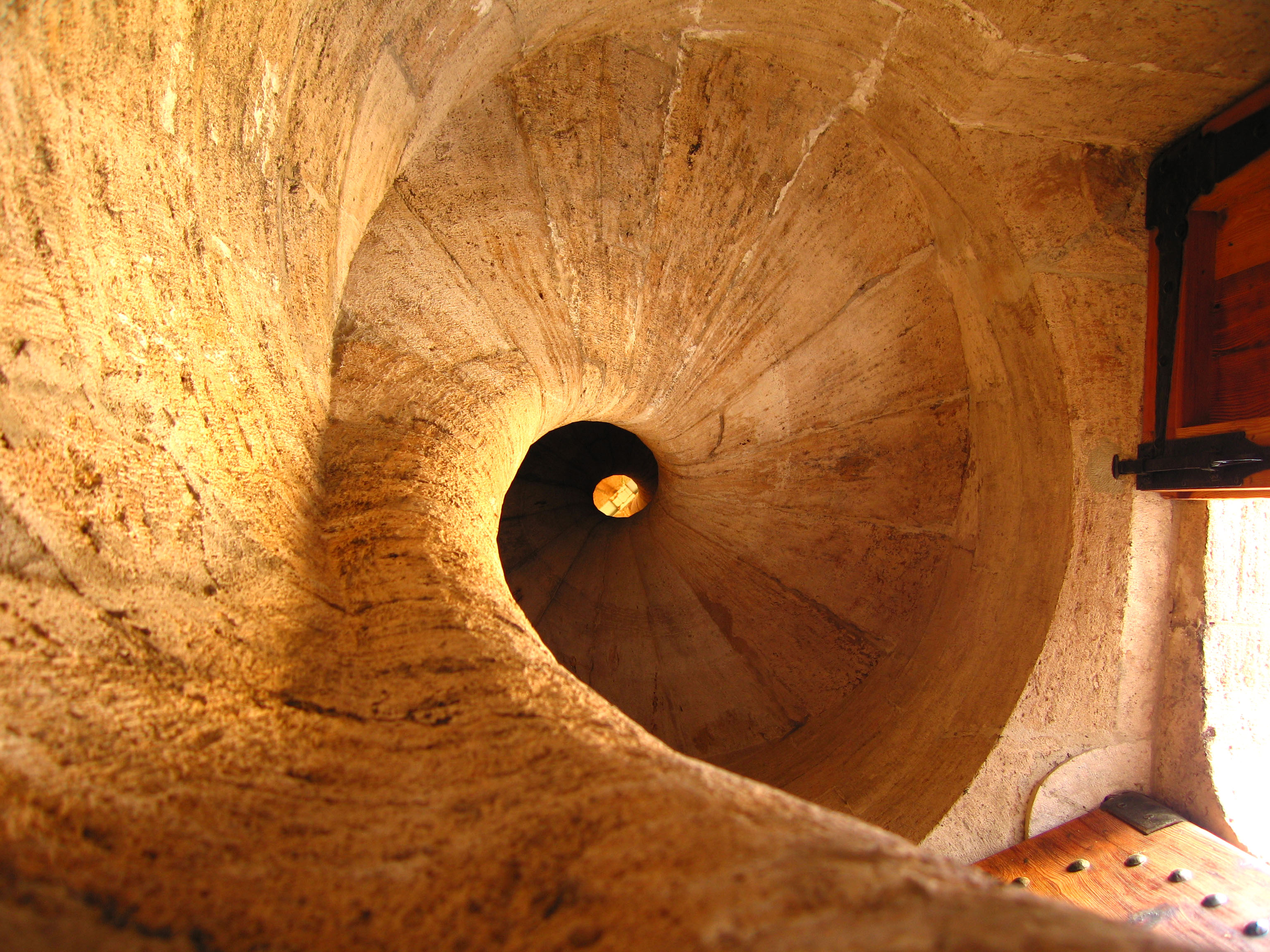
Гвинтові сходи всередині вежі

Стіни вежі глинобитні, виконані цегляною кладкою. Арки, кути і видатні частини фасаду облицьовані тесаним каменем. Ці вежі знаходяться в середньовічній стіні, а між ними колись були розташовані ворота в місто. Ці ворота побудовані у вигляді напівкруглої арки, на якій можна побачити герб Валенсії. Зовні башти мають циліндричну форму і гладкі стіни. Вежі де Кварт практично не мають жодних декоративних елементів. Всього лише нижня частина трохи прикрашена ліпниною. З внутрішньої сторони можна побачити ще одну прикрасу - нервюрні склепіння. Якщо придивитися до Торрес де Кварт, то над вхідною аркою можна помітити невеликий оглядовий отвір, через який раніше атакували ворогів, які робили спроби проникнути в місто. Ця старовинна пам'ятка, яка зберегла свою первозданну архітектуру, і сьогодні вражає усіх туристів, що приїжджають до Валенсії, своєю масштабністю і величчю.